# Saint Petersburg Ska Jazz Review
Saint Petersburg Ska Jazz Review es un grupo musical de San Petersburgo de ska, ska punk (además tocan elementos del funk, swing y rocksteady). St. Petersburg Ska Jazz Review no sigue ninguna moda, se basan en su música inspirados en los años '40 y '60, la cual según los músicos y el público es por puro placer. El repertorio de St. Petersburg Ska Jazz Review incluye tanto la creatividad reinterpretando jazz clásico, soul, funk y ska, así como sus propias canciones elegantes y de inspiración.
Fue fundada en el año 2001 por músicos de Spitfire, Markscheider y Dzhennifer Devis, quien se unió al grupo un año más tarde, la mayoría de los miembros de la banda formaron parte del grupo de ska punk Leningrad.

## Miembros
- Dzhennifer Devis - voz (Дженнифер Девис)
- Konstantin Limonov - guitarra(константин Лимонов)
- Andrei Kuraev - bajo (Андрей Кураев)
- Ilya Rogachevskiy - teclado (Илья Рогачевский)
- Denís Kuptsov - batería (Денис Купцов)
- Sergei Egorov - percusión, voz de apoyo (Сергей Егоров)
- Román Parygin - trompeta, voz de apoyo (Роман Парыгин)
- Grigori Zontov - saxofón, voz de apoyo (Григорий Зонтов)
- Vladislav Aleksandrov - trombón (Владислав Александров)
- Aleksei Kanev - saxofón (Алексей Канев)

## Discografía
- 2002 — Ska Jazz Review

1. Trip Back To Childhood (G. Zontov)
2. Four (Miles Davis)
3. Night On The Bus (R. Parigin)
4. St.Petersburg Ska-Jazz Review (K. Limonov)
5. John Johnes (Derrick Hariot)
6. Pollution (R. Parigin)
7. King Solomon (Tommy McCook)
8. Anarchy In The UK (Jones/Matlock/Cook/Rotten)
9. Dr. Ring Ding (Ronald Alphonso)
10. Corcovado (Antonio Carlos Jobim)
11. Sidewinder (Lee Morgan)
12. More (Riz Ortolani / Nini Oliviero)
13. Umka (E.Krilatov / U. Jakovlev)

- 2002 — Ska Jazz Review :: EP

1. Night On The Bus (R. Parigin)
2. St. Thomas (S. Rollins)
3. Monkey Do (D. Harriot)
4. Gotta Go Home! (Farian/Huth)
5. Night On The Bus (dub mix by Dim Dimich from «Caribace») (R. Parigin)

- 2005 — Too Good To Be True

1. Skatana
2. Mr. Big Stuff
3. Skokiaan
4. Policy Of Truth
5. Too Good To Be True
6. Last Warning
7. Under The Big Top
8. Old Devil Moon
9. Baby I’m Glad You’re Mine
10. My Little Cloud
11. 4.71
12. Only Today
13. Usaty Nyan' Stomp
14. Wounded Lion
15. Juzzt Waltz

- 2006, 18 de noviembre — Live at Red Club (grabado en el Red Club de San Petersburgo)

1. Monochrome Memories
2. Trip Back To Childhood
3. Skatana
4. Night On The Bus
5. 4:70
6. Montunao
7. Too Good To Be True
8. Four Months Till Sunshine
9. Midnight Sushi
10. Holy Funk
11. Never Be Lonely
12. Last Warning
13. Under The Big Top
14. Skatango
15. Oriental Guest
16. Novosibirsk At Night